# Pachta von Rayhofen

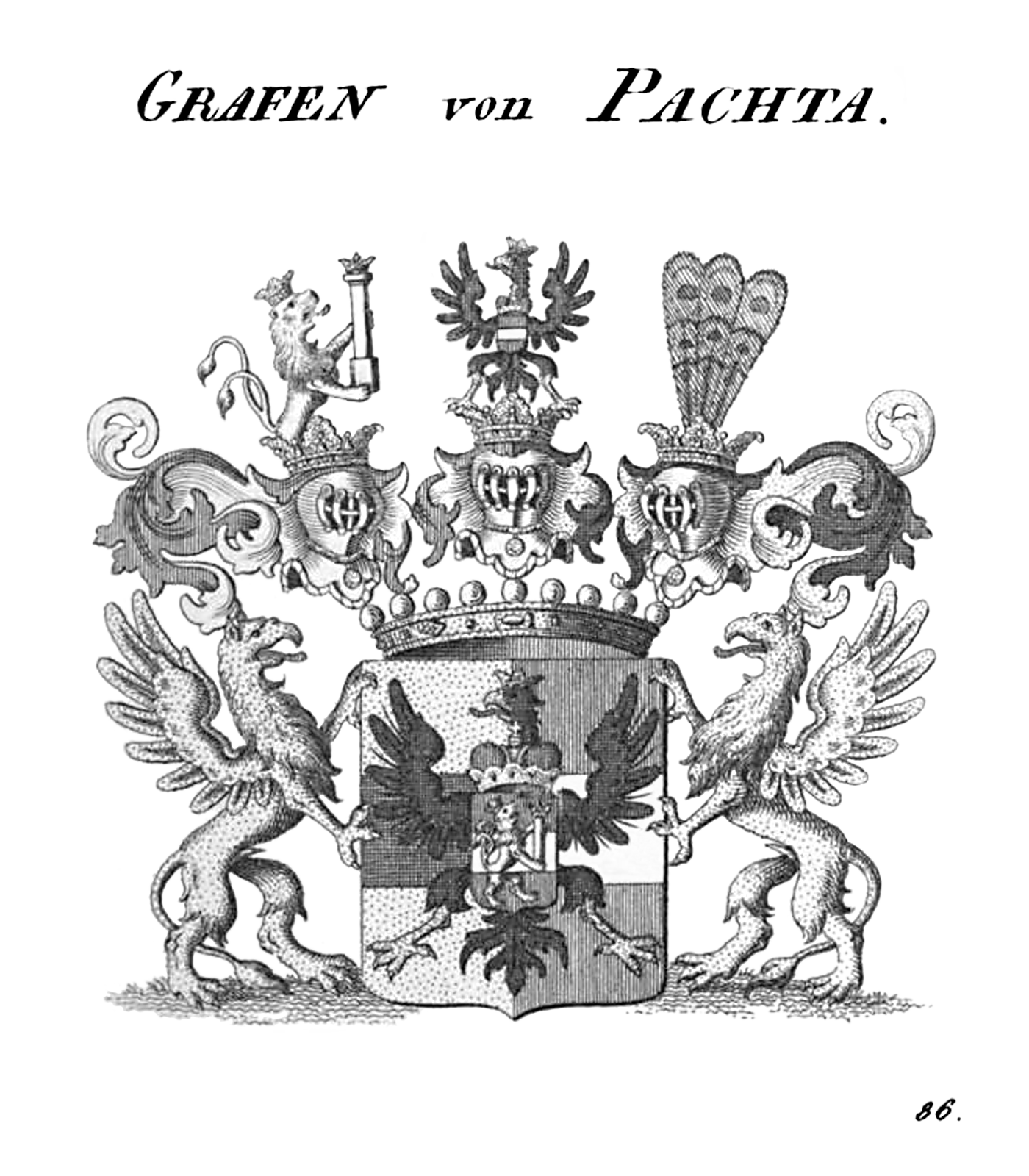
Wappen der Grafen von Pachta

Pachta-Rayhofen ist der Name eines böhmischen Adelsgeschlechts, welches heute hauptsächlich in Österreich ansässig ist. Die Familie hat ihre Ursprünge im böhmischen Raum. Über die Jahrhunderte hinweg nahm sie eine bedeutende Rolle in der tschechischen Adelsgesellschaft ein, besonders während der Barockzeit. Ihr Einfluss erstreckte sich auf architektonische Entwicklungen sowie kulturelle und geistige Bewegungen ihrer Zeit. Die Familie wird bereits in den Titularbüchern des 16. Jahrhunderts erwähnt und führte das Adelsprädikat von Rayhofen (Pachtove z Rajova), von der Burg Rajova, die, nunmehr fast unkenntlich, im Pilsner Kreis, ehemals in der Grundherrschaft Ulic im Gebiet der Choden in Westböhmen liegt. Eine Stammfolgenübersicht und Wappendarstellung enthalten Johann Siebmachers Großem Wappenbuch.

## Geschichte
Der erste in der Literatur erwähnte Namensträger war Jiří (Georg) Pachta († 1582), ursprünglich aus Bischofteinitz. Der nachweisliche Stammvater der Familie war Jan Pachta († nach 1642), ebenfalls aus Bischofteinitz und Hauptmann der Herrschaft Tloskov. Er wurde am 4. Januar 1628 von Kaiser Ferdinand II. in den böhmischen Ritterstand erhoben und erhielt ein Wappen und den Titel von Rájov. Das Wappen zeigte auf einem rot-blauen, schräg geteilten Schild einen goldenen zweischwänzigen Löwen, der eine silberne gekrönte Säule mit zwei gekreuzten Palmen in seinen Pfoten hielt. Seine Söhne Wenzel Augustin und Jan zogen nach Neu Prag. Der Sohn von Jan Pachta dem Jüngeren, Daniel Norbert (1600–1682), wurde Sekretär der Hofkammer, erhielt 1652 den Reichsadel (nannte sich dann von Rayhofen) und wurde 1654 in den Ritterstand erhoben. Er vergrößerte die familiären Ländereien und den Grundbesitz durch Erbschaften, günstige Ankäufe und Ehen, wodurch er z. B. Poběžovice und Valtinov erwarb. Ab 1671 war er Oberhauptmann des Bezirks Hradec und auch königlicher Statthalter und Landrichter. Die Söhne Daniels, Franz Wenzel († 1714), Karl Daniel († 1729), Johannes Antonius († 1717), Ernst Josef († nach 1695) und Johann Joachim (1676–1742), wurden 1701 in den Herrenstand erhoben.
Johann Antonius erbte 1689 Ländereien von der Iglauer Familie Heidler von Bukov und das Recht, sich von Bukov zu nennen. Er kaufte Větrný Jeníkov und andere Güter in Mähren, z. B. Šlapanice, Jiříkovice, Velký Beranov und Dalešice. Seine Söhne wurden zusammen mit ihrem Onkel Johann Joachim 1721 in den Grafenstand erhoben.
Einige Mitglieder der Familie hatten bedeutende Ämter in der Staatsverwaltung inne. Johann Joachims Sohn Franz Josef Pachta (1710–1799) wurde Hof- und Landrichter, Obermünzmeister, Statthalter und Vorsitzender des Obersten Gerichts.
Die Pachtas wurden auch durch ihre Bauaktivität bekannt. Ernst Josef ließ das Herrenhaus in Liblice in ein Barockschloss umwandeln, Johann Joachim verwandelte die Festung in Liběchov in ein Barockschloss und auf Anweisung von Franz Josef wurde u. a. das Schloss in Bezno erbaut und Schloss Neu Falkenburg umgebaut. In Prag sind vier Palais mit ihrem Namen verbunden, ein weiteres wurde 1868 abgerissen (der sogenannte Pachta-Palast Nr. 86 an der Kreuzung der Straßen Křížovnická und Platnéřská).
Der große Musikliebhaber und Mäzen Graf Johann Josef (1756–1834) widmete sich seiner Kapelle, die er mit Untertanen aus Pravonín ergänzte. Er komponierte selbst, pflegte den Kontakt zu Josef Mysliveček und veranstaltete in seinem Prager Palais am Annenplatz regelmäßig musikalische Matineen, bei denen sogar Mozart mit seiner Frau Konstanze mehrfach zu Gast war. Während eines seiner Aufenthalte beim Grafen Pachta komponierte Mozart seine 6 deutschen Tänze (KV 509), die er dem Grafen widmete. Bei seinen mehr oder weniger regelmäßigen Besuchen in Prag wohnte Mozart oft in seinem Lieblingszimmer im Palais Pachta, und es war wahrscheinlich Graf Pachta, der Mozart während der Prager Premiere von Don Giovanni mit Giacomo Casanova bekannt machte.
In der zweiten Hälfte des 19. Jahrhunderts siedelten einige Nachkommen der Grafen von Pachta-Rayhofen außerhalb Böhmens um.

## Besitzungen
Zu den ehemaligen Besitzungen der Familie gehören:
Palais Pachta
Das Prager Palais am Annaplatz galt als Mittelpunkt des Kultur- und Musiklebens der Stadt. Die ursprüngliche barocke Palastanlage gehörte einst dem Grafen Johann Josef Pachta, der angeblich Mozart in einem der Zimmer einsperrte, bis dieser einige Kompositionen für ihn verfasst hatte. Zusätzlich umfasst der heutige Komplex auch ein paar mittelalterliche Häuser und ein neoklassizistisches Gebäude, das bis in das frühe 19. Jahrhundert zurückreicht.
Schloss Neu Falkenburg
Im Westen von Jablonné v Podještědí (Deutsch Gabel) liegend mit einer ca. 400 × 275 m große Parkanlage, in deren Zentrum das Schloss Nový Falkenburk (Neu Falkenburg) steht, das von Heinrich/Jindřich Berka von Dubá 1562–1572 erbaut, und 1759 von Franz Josef Pachta im Stil des Barock umgebaut wurde.
Schloss Bezno
Errichtet an der Stelle einer früheren Festung, brannte es 1817 nieder, wurde aber schnell wieder aufgebaut. In der Nähe des Schlosses befindet sich auch eine von der Familie Pachta in Auftrag gegebene Rokoko-Kirche.
Schloss Liblice
Wurde 1669 durch Daniel Norbert Pachta erworben. Er erbaute an der Stelle des ehemaligen Kastells ein Renaissance-Schloss. Unter Arnold Pachta von Reihofen errichtete Giovanni Battista Alliprandi nach dem Vorbild Wiener Palastbauten 1699–1706 ein neues Barockschloss.
Schloss Liboch
Ursprünglich eine spätgotische Burg, wurde es im 16. Jahrhundert zu einem Renaissanceschloss umgebaut und später unter Johann Joachim Pachta von Rayhofen zu einem Barockschloss transformiert. Es diente auch als Treffpunkt für Repräsentanten der tschechischen Romantik.
Burg Vichtenstein
Nach der Bauernbefreiung des Jahres 1848 kamen das Schloss und Großgrundbesitz durch Kauf im Jahr 1868 in den Besitz der Grafen von Pachta

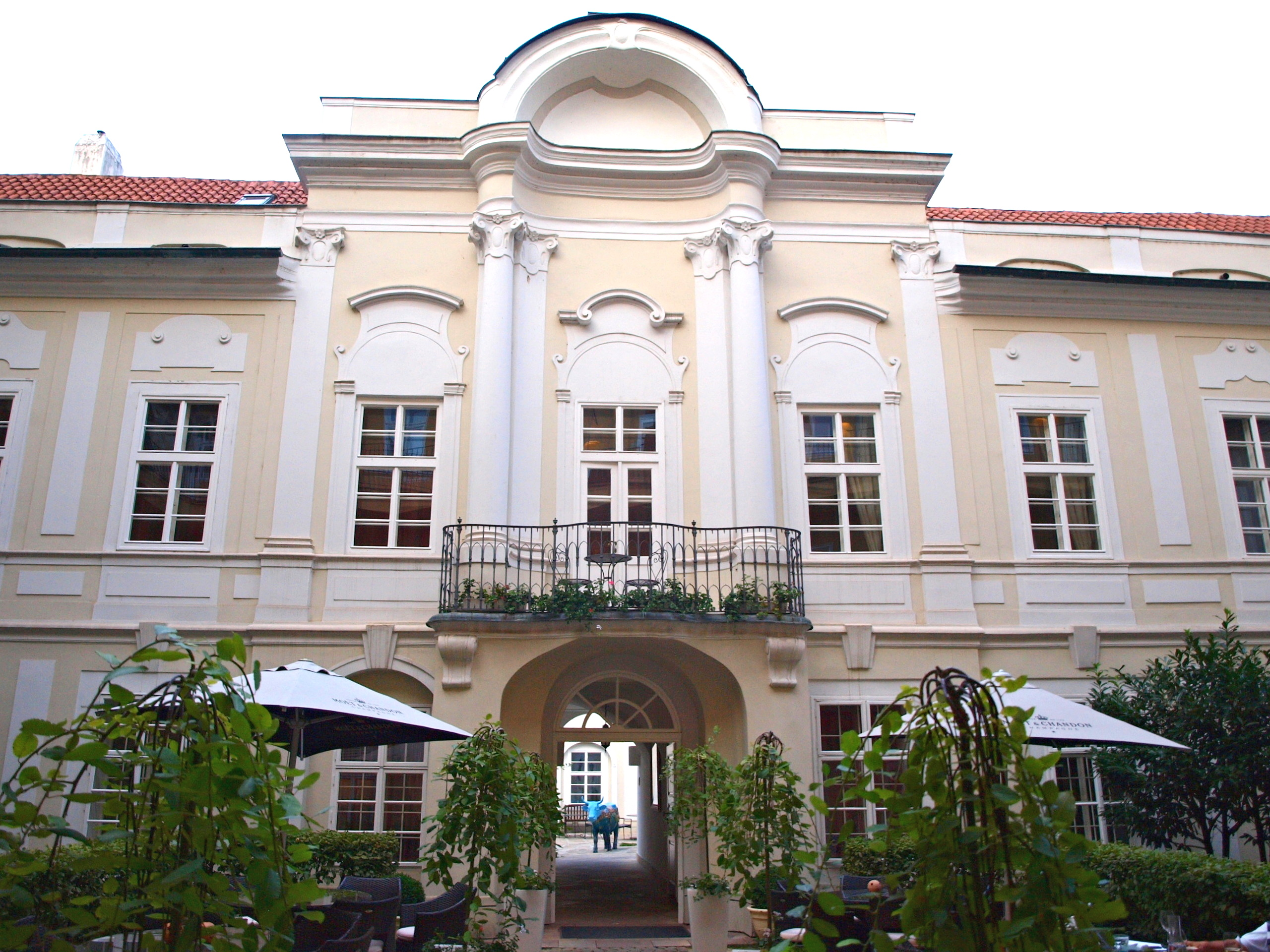
Palais Pachta
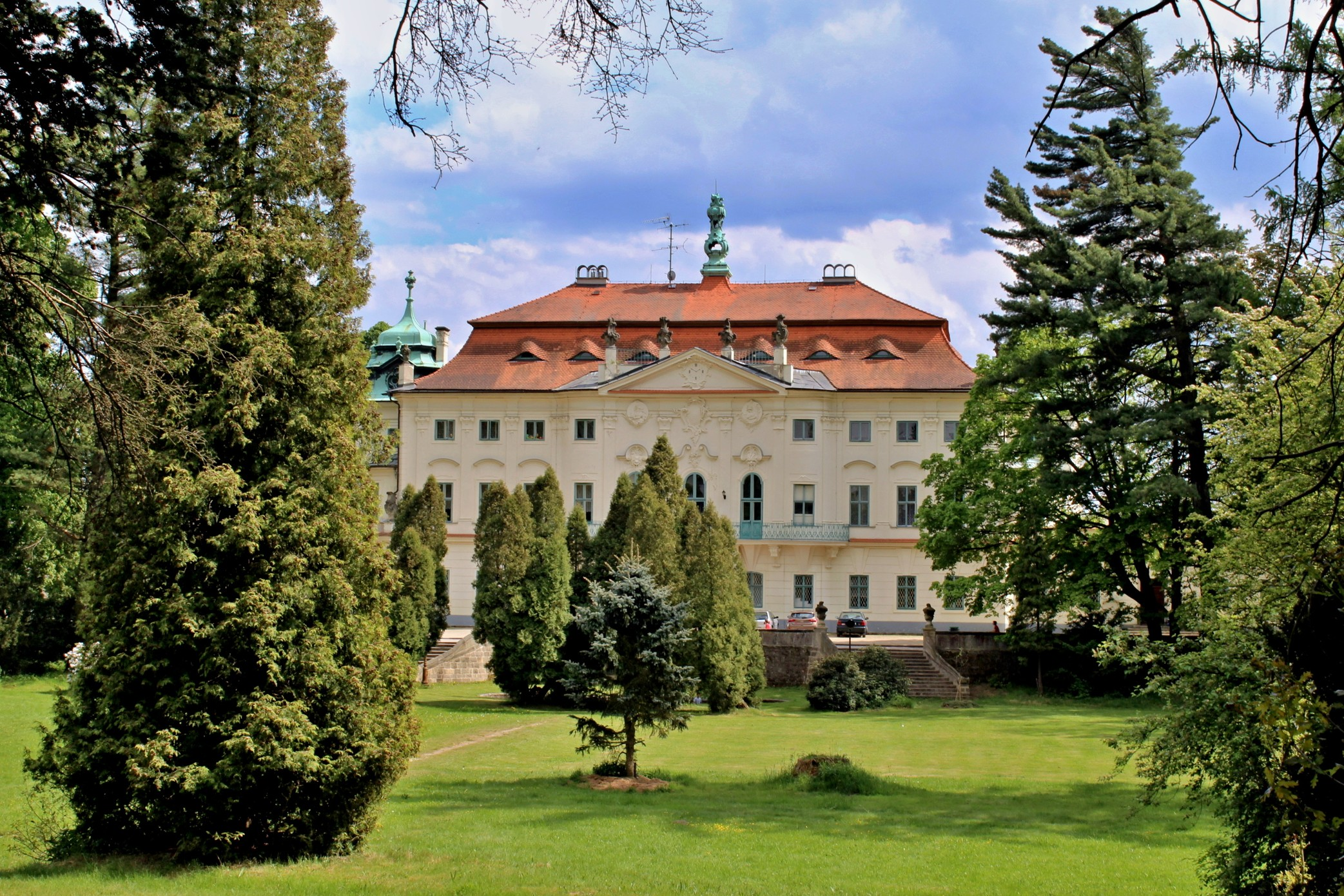
Schloss Neu Falkenburg
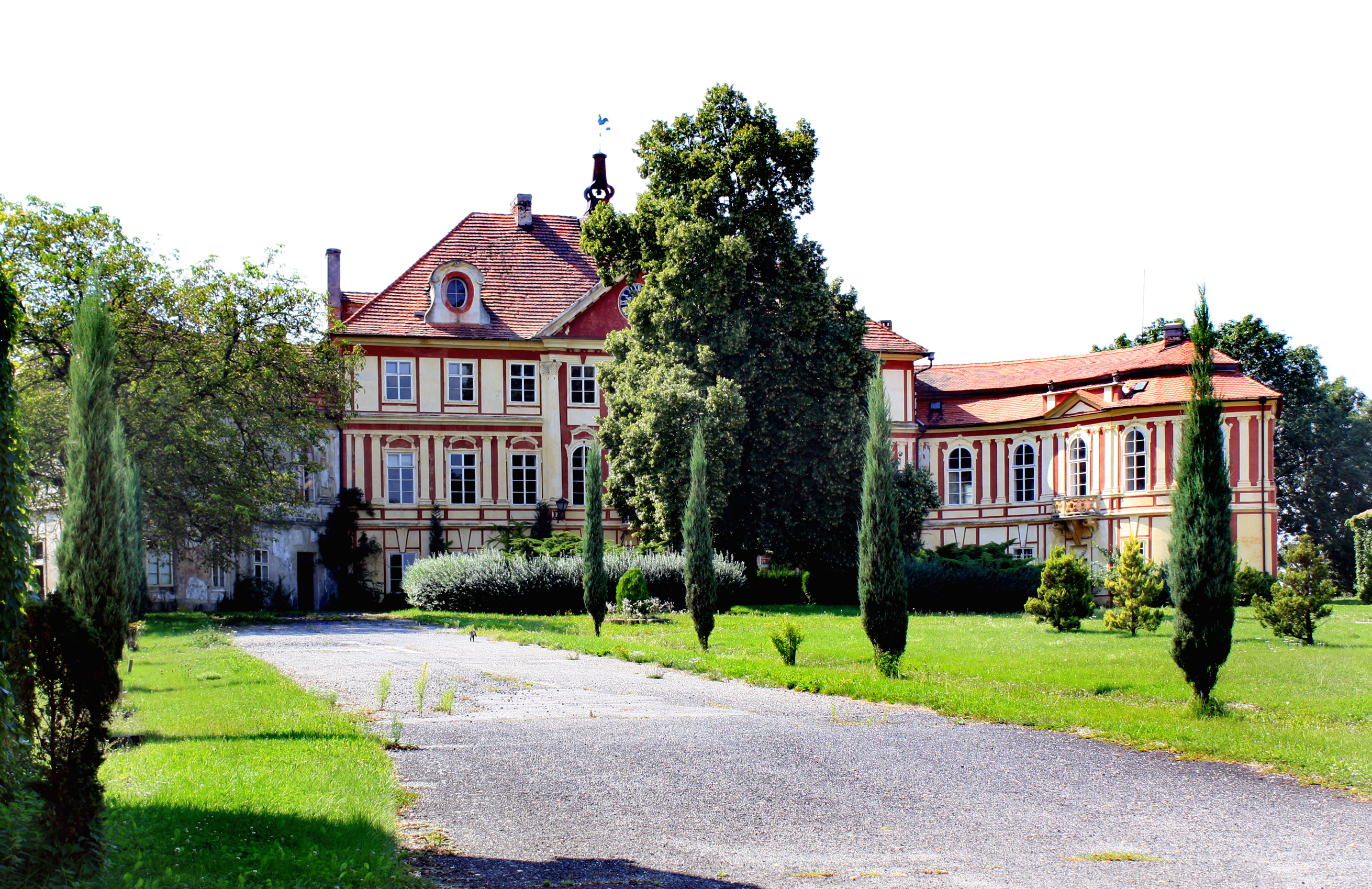
Schloss Bezno
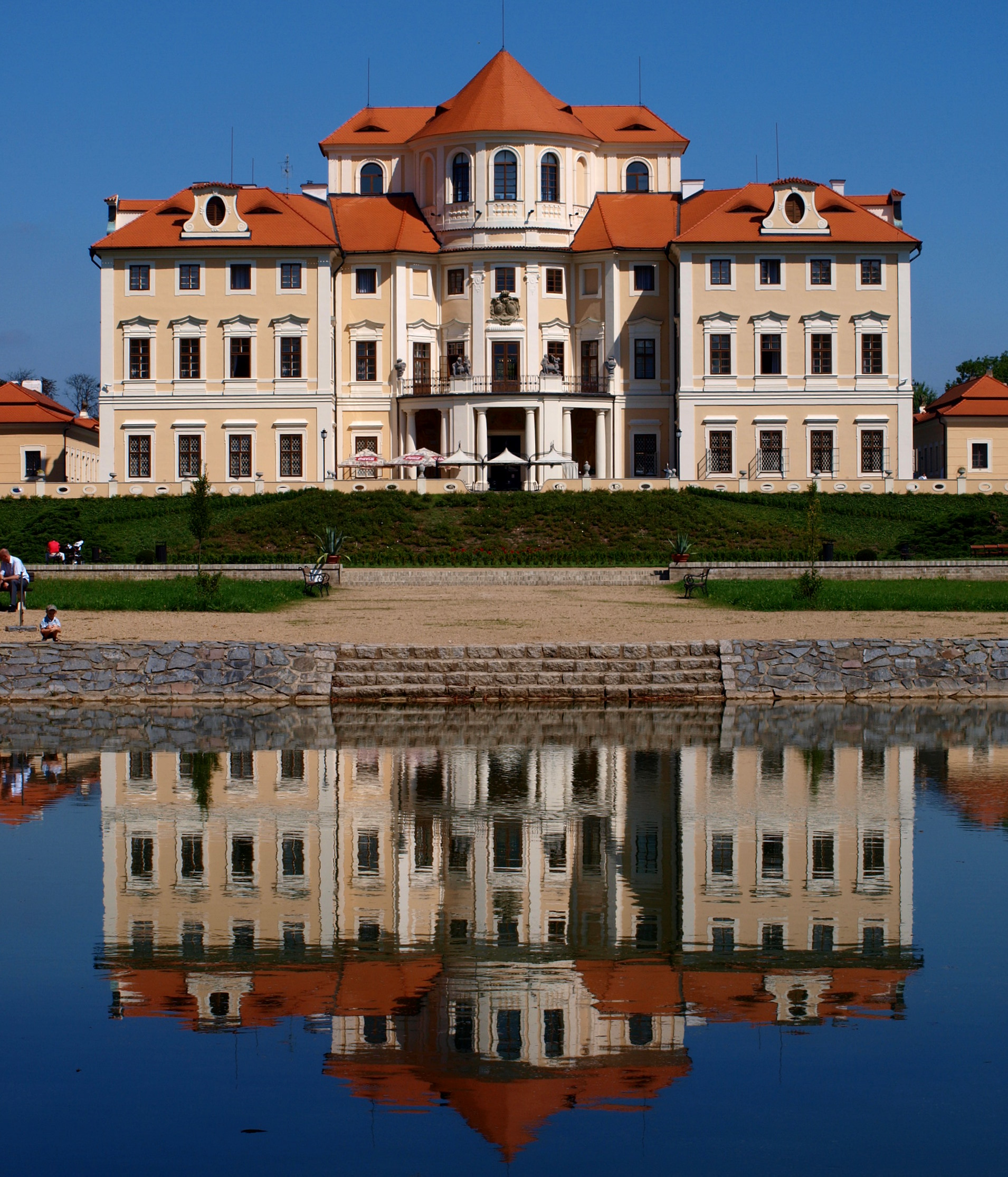
Schloss Liblice
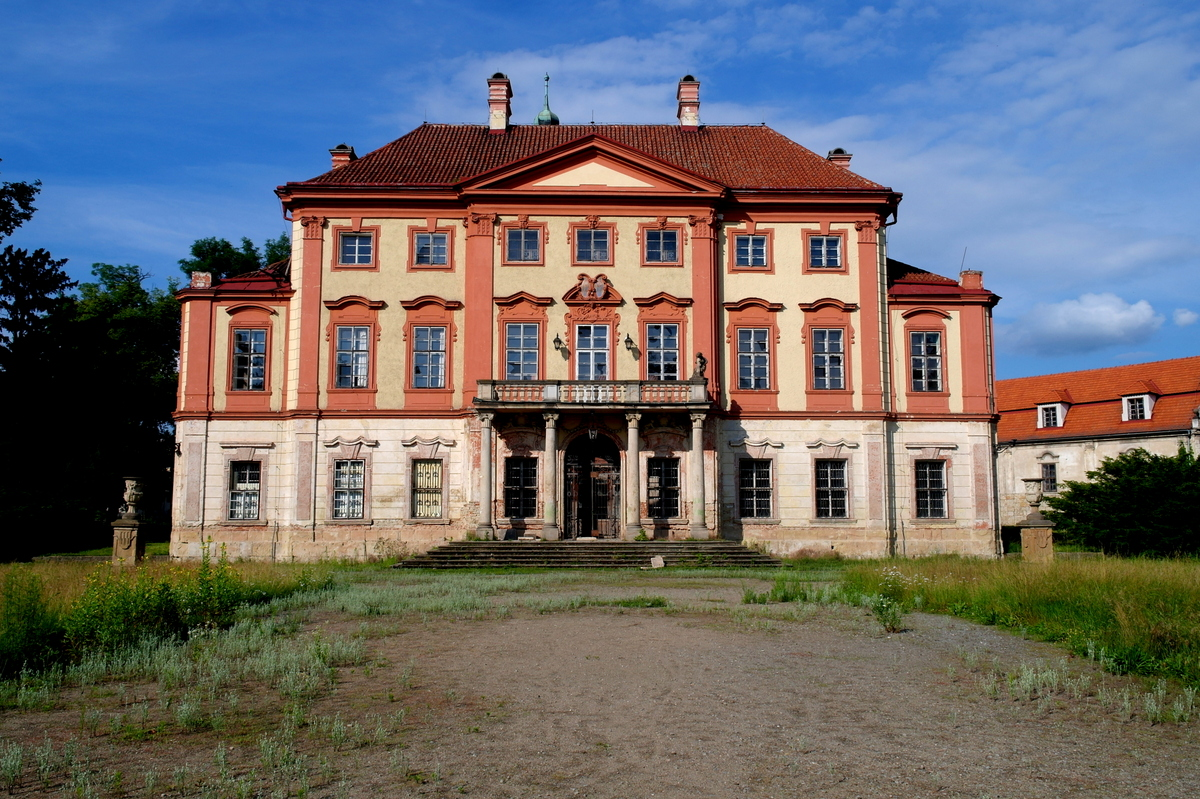
Schloss Liboch
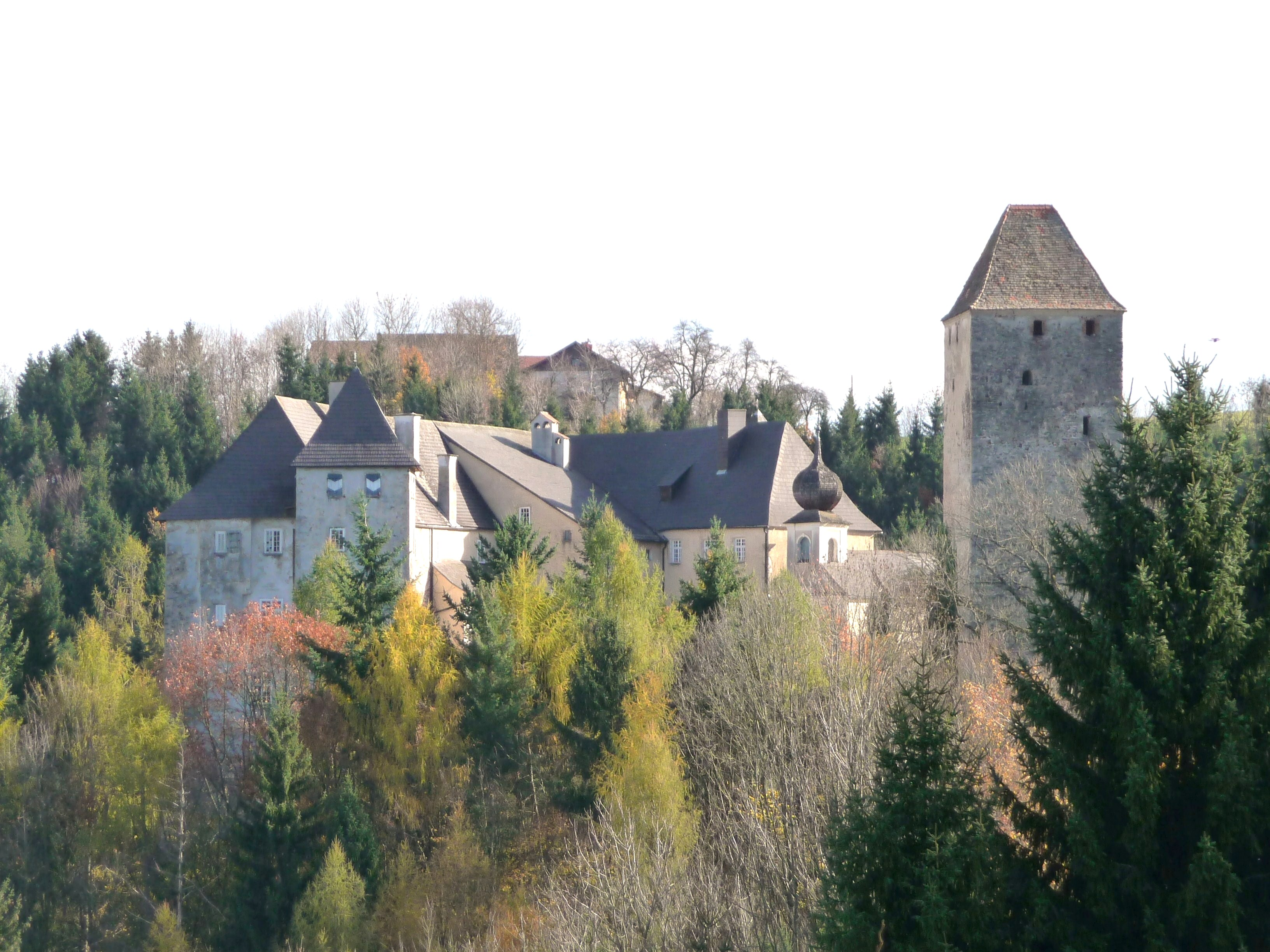
Burg Vichtenstein

## Persönlichkeiten
- Veit Pachta, 1608 Regens des Jesuiten-Konvikts in Olmütz in Mähren, Förderer der ersten Ehe von Wallenstein.
- Graf Johann Joachim Pachta, Freiherr von Reyhofen (1676–26. Oktober 1742), Kreishauptmann des Bunzlauer Kreises, kaufte 1716 das Schloss Neu-Falkenberg bei Deutsch-Gabel in Nordböhmen, Stammvater des jüngeren gräflichen Hauses Pachta.
- Anton Pachta von Reyhoffen und Buckau (zweites Prädikat Wien 7. März 1689), Oberstlandschreiber in Mähren, Bruder des Johann Joachim Pachta (1676–1742); Stammvater des erloschenen gräflichen Hauses Pachta von Reyhoffen und Buckau (böhmischer Graf Wien 19. Oktober 1721 für seine Söhne Franz und Anton)

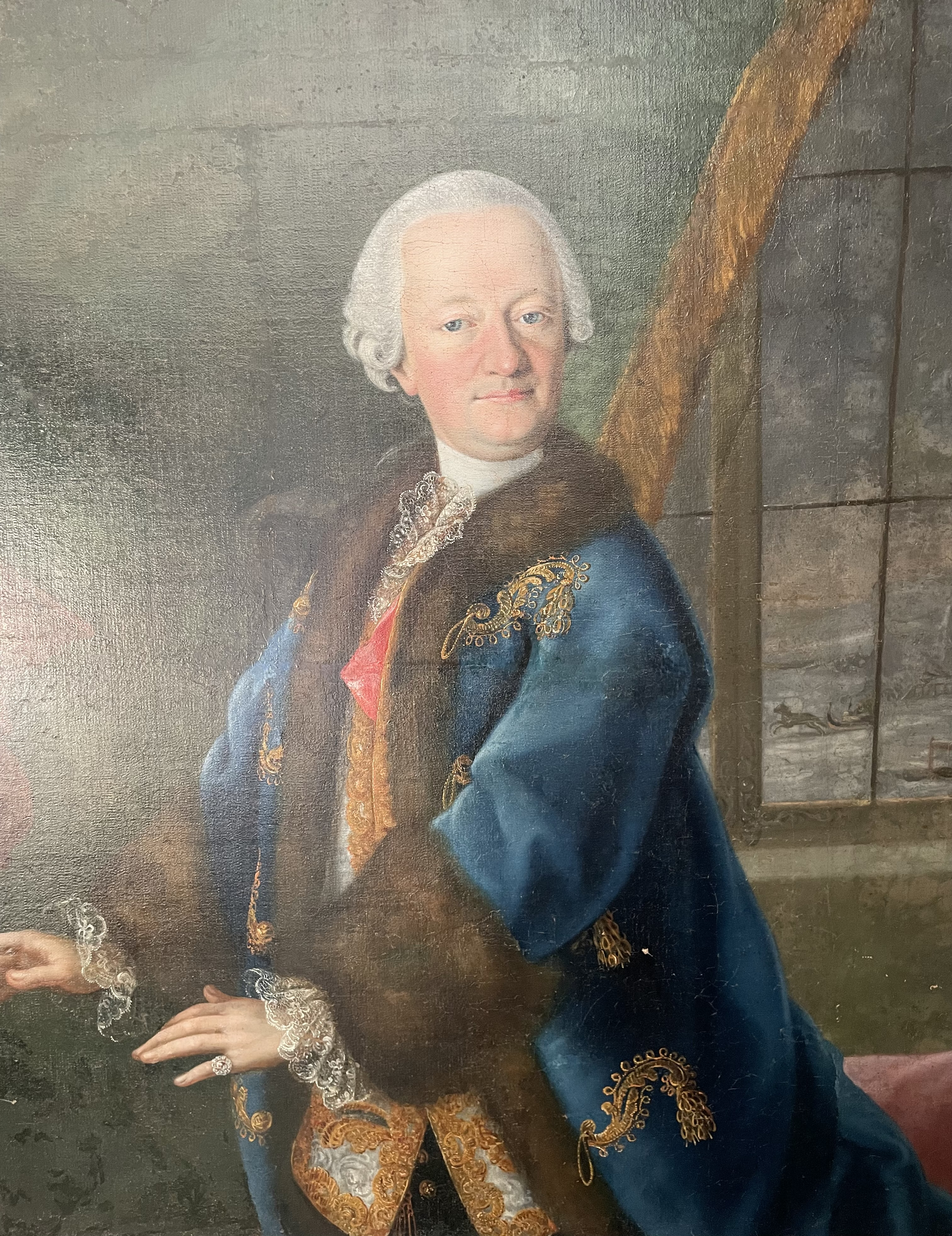
Graf Franz Josef Pachta (* um 1710, † 28. November 1799 in Prag) ab 1755 oberster Münz- und Bergmeister, 1789–90 Präsident des Landrechts.

- Graf Franz Josef Pachta (* um 1710, † 28. November 1799 in Prag) ab 1755 oberster Münz- und Bergmeister, 1789–90 Präsident des Landrechts.Franz Josef Graf (seit 1721[5]) Pachta (* 12. August 1710, † 28. November 1799 in Prag), Jurist, ab 1755 oberster Münz- und Bergmeister, 1789–90 Präsident des Landrechts.
- Graf Johann Josef Philipp Pachta von Rayhofen (1723–1822), Kavallerieoffizier, 1762 General-Feldwachtmeister ad honorem, Musikmäzen und Komponist, hat den gleichnamigen Neffen Johann Josef Graf Pachta (1756–1834), der ähnliche Beziehungen zum Prager Musikleben hatte.
- Alphons von Pachta (1845–1902), österreichischer Gutsbesitzer und katholisch-konservativer Politiker.
- Josef Pachta (22. Juli 1846 in Krasikowitz, Bezirk Pilgram, † 2. Januar 1917 in Prag), Theologe, Dr. theol., Zeremonienmeister bei Kardinal Schwarzenberg, Professor für Dogmatik an der Universität Prag.
- Georg Pachta-Reyhofen (* 1955), österreichischer Manager

## Wappen

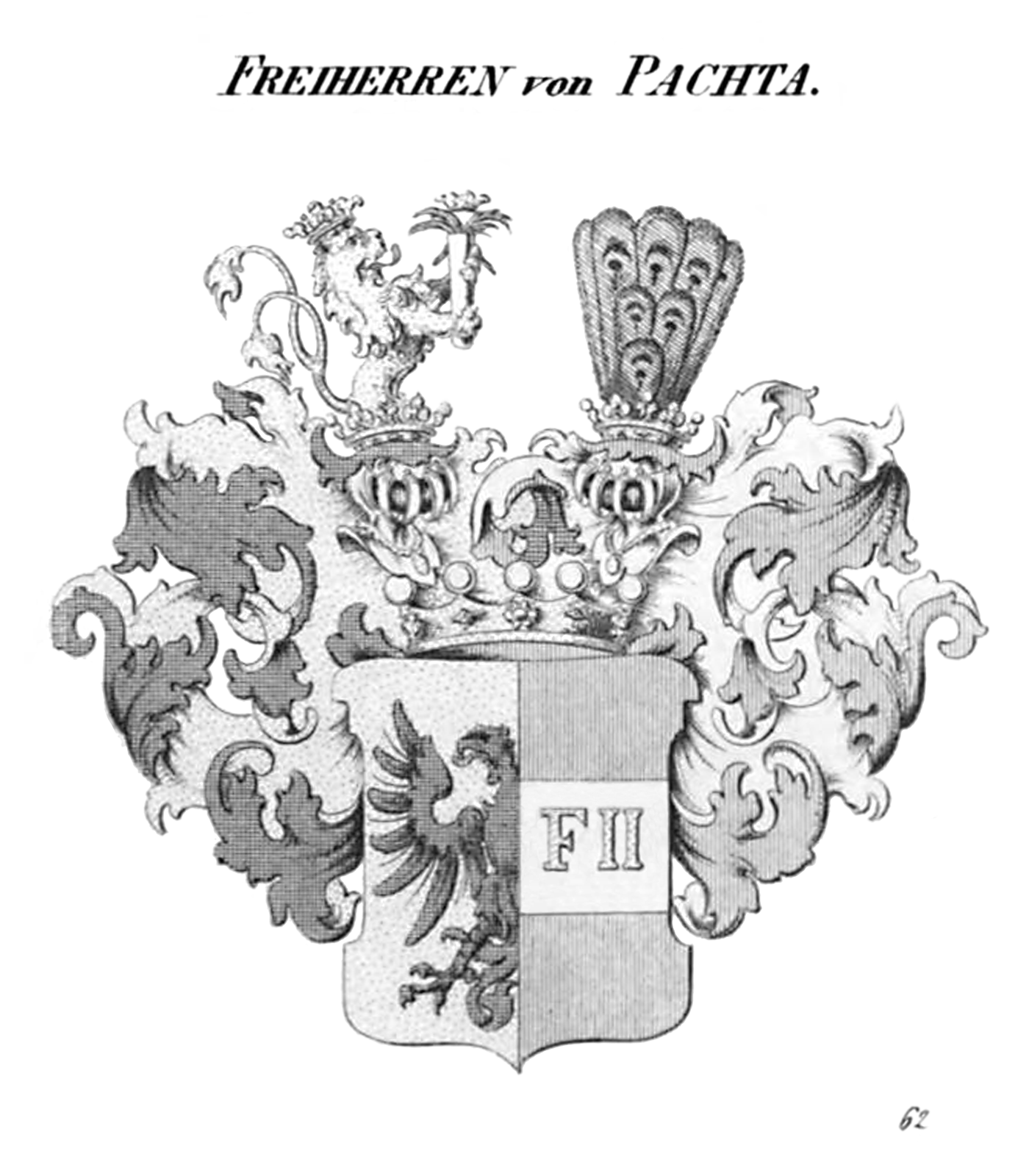
Wappen der Freiherren von Pachta

Freiherrliches Wappen: Senkrecht geteilter Schild, rechts in Gold ein schwarzer und links in rot ein silberner Querbalken mit der Aufschrift „F II“. Auf dem Schild die Freiherrenkrone mit zwei gekrönten Helmen, der rechte mit einem doppelgeschwänzten gekrönten silbernen linksgekehrten Löwen, der in den Vorderpranken eine silberne Säule hält, die oben mit einer goldenen Krone geziert ist, aus der zwei Palmenzweige hervorgehen. Der linke gekrönte Helm mit Pfauenfedern.
Gräfliches Wappen: Senkrecht geteilter Schild, rechts in Gold ein schwarzer und links in rot ein silberner Querbalken, den ganzen Schild belegt ein gekrönter schwarzer Adler, welcher auf der Brust einen mit einem Fürstenhut bedeckten Herzschild trägt, worin in rot vor einem silbernen Querbalken ein doppelgeschwänzter gekrönter silberner Löwe steht. Der Löwe ist linksgekehrt und hält in den Vorderpranken eine silberne Säule, die oben mit einer goldenen Krone geziert ist, aus der zwei Palmenzweige hervorgehen. Auf dem Schild die Grafenkrone mit drei gekrönte Helmen, der rechte mit dem Löwen mit der Säule, der mittlere mit dem schwarzen Adler mit Herzschild, der linke mit drei Pfauenfedern.